# Barbara Henneberger
Cet article possède un paronyme, voir Henneberg.
Barbara Henneberger, née le 4 octobre 1940 à Oberstaufen et morte le 12 avril 1964, à l'âge de 23 ans, avec Buddy Werner dans une avalanche à Saint-Moritz au cours du tournage du film Ski-Fascination, est une ancienne skieuse alpine allemande.

## Palmarès

### Jeux olympiques d'hiver
| Épreuve / Édition    | Descente | Slalom géant | Slalom |
| JO 1960 Squaw Valley | 11e      | 15e          | Bronze |
| JO 1964 Innsbruck    | 5e       | 7e           | 10e    |

### Championnats du monde
| Épreuve / Édition      | Descente | Slalom géant | Slalom | Combiné |
| JO 1960 Squaw Valley   | 11e      | 15e          | Bronze | Bronze  |
| Mondiaux 1962 Chamonix | 4e       | 13e          | 5e     | 4e      |
| JO 1964 Innsbruck      | 5e       | 7e           | 10e    | 5e      |

### Arlberg-Kandahar
- Meilleur résultat : 2e place dans le slalom 1960 à Sestrières et dans le slalom et le combiné 1963 à Chamonix